# Ptychogena hyperborea
Ptychogena hyperborea är en nässeldjursart som beskrevs av Paul Torben Lassenius Kramp 1942. Ptychogena hyperborea ingår i släktet Ptychogena och familjen Laodiceidae.
Artens utbredningsområde är Norra Ishavet. Inga underarter finns listade i Catalogue of Life.